# Fiat 8V
El modelo Fiat 8V (Otto Vu, en italiano) fue un automóvil deportivo con motor V8 producido por Fiat entre 1952 y 1954. El automóvil fue presentado en el Salón del Automóvil de Ginebra de 1952.

## Historia

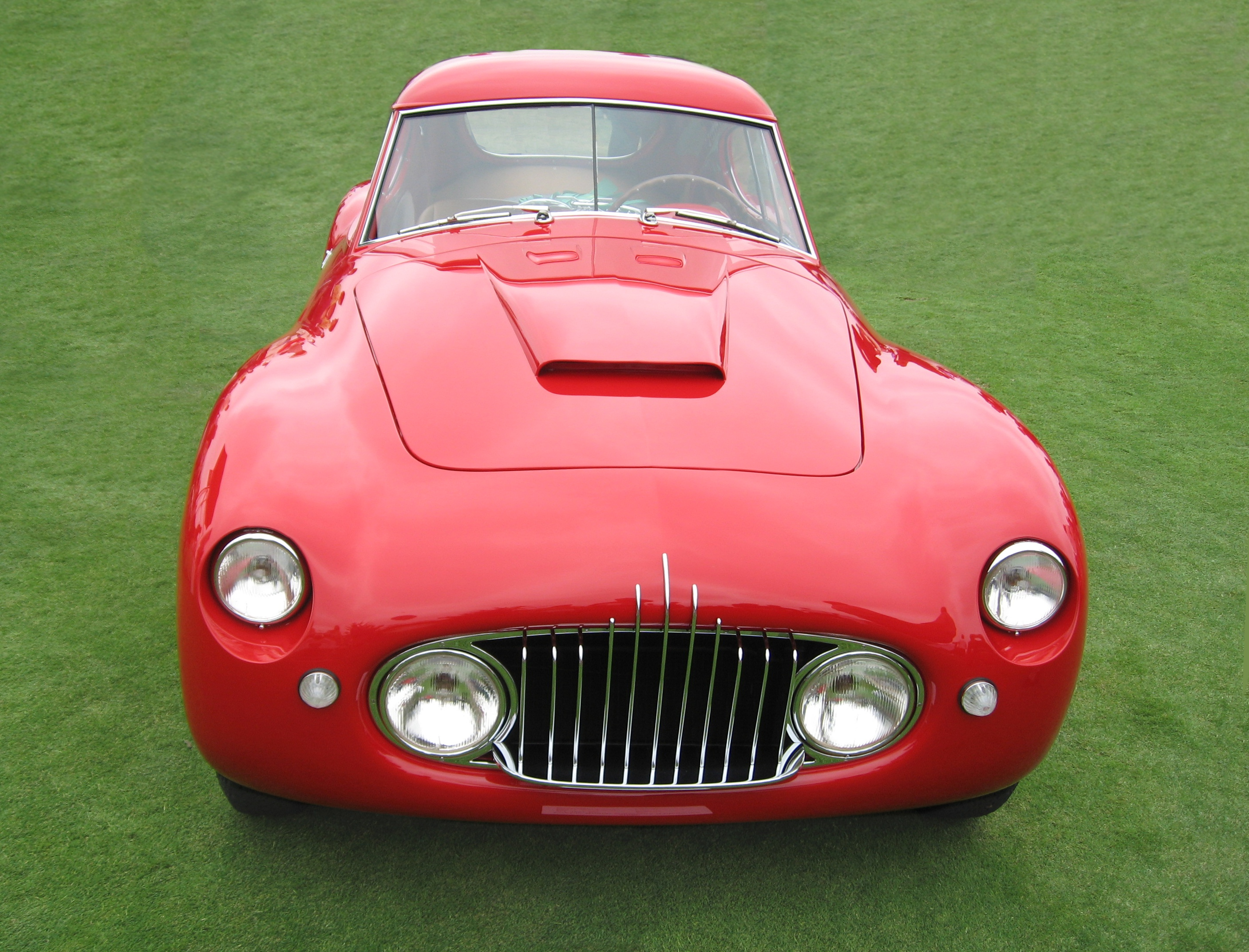
Primer estilo, con luces centrales

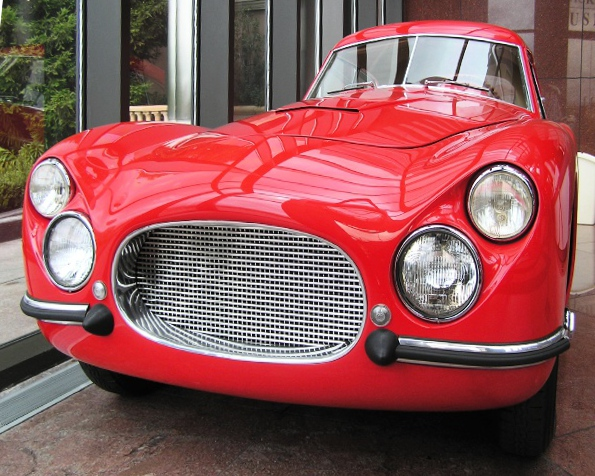
Berlinetta de 1955, primera de las tres unidades construidas por Fiat

El Fiat 8V, (también conocido como Fiat Vignale 8V), recibió el nombre de Otto Vu debido a que en el momento de su realización, Fiat consideró que Ford poseía los derechos sobre la denominación "V8". El modelo 8V no fue un éxito comercial, pero ganó varias carreras. Tenía la particularidad de que el coche no compartía con otros Fiat prácticamente ninguna de sus partes (aunque muchas de ellas fueron fabricadas por Siata, que las usaba para sus automóviles). El 8V fue obra del ingeniero Dante Giacosa y del estilista Luigi Rapi. El motor era un V8 diseñado originalmente para un lujoso sedán, cuyo proyecto se canceló.
El motor del Fiat 8V tenía una configuración de 8 cilindros en V a 70 grados, cubicaba 1996 cc y estaba equipado con dos carburadores Weber 36 DCF 3. En su primera versión (denominada tipo 104.000) el motor tenía una relación de compresión de 8.5:1 y rendía 105 caballos de vapor (77 kW; 104 HP) a 5600 rpm, dando al automóvil una velocidad máxima de 190 kilómetros por hora (118 mph). El tipo mejorado 104.003 incorporó una distribución del árbol de levas diferente, que permitía obtener 115 caballos de vapor (85 kW; 113 HP) a 6000 rpm; y por último, el tipo 104.006 con una relación de compresión de 8.75:1 tras la revisión de la distribución, del árbol de levas y del sistema de combustible, elevó el rendimiento del motor hasta 127 caballos de vapor (93 kW; 125 HP) a 6600 rpm. El motor estaba conectado a una caja de cambios de cuatro velocidades, y el automóvil poseía suspensión independiente en cada rueda y frenos de tambor en las cuatro ruedas.
En aquel momento, los directivos de la fábrica estaban preocupados por la producción de vehículos en masa, por lo que solo llegaron a producirse 114 cupés de alto rendimiento cuando el 8V fue retirado de la producción en 1954. Sin embargo, continuaron ganando cada año hasta 1959 el campeonato italiano de la categoría GT de los 2 litros.
La propia Fiat carrozó 34 de los 8V, mientras que el resto se encargó a otros diseñadores italianos, como Carozzeria Zagato, que completó otros 30 vehículos, que mostraban una placa con el rótulo "Elaborata Zagato". Ghia y Vignale también completaron algunas unidades. La mayoría eran cupés, pero también se fabricaron algunos cabriolets.
Una unidad de fábrica equipada con una carrocería de plástico reforzado con fibra de vidrio se exhibió en el Salón del Automóvil de Turín de 1954. La carrocería fabricada a partir de un compuesto experimental producido por Fiat pesaba tan solo 48,5 kilogramos (106,9 lb). Este 8V actualmente se conserva en el Centro Storico Fiat en Turín.

## Ghia Supersonic
Ghia diseñó y produjo una serie limitada de automóviles denominados 'Supersonic', con una carrocería especial 'jet age'. La firma había pasado recientemente a manos de Luigi Segre y construyó un coche para participar en la famosa carrera Mille Miglia. El automóvil se presentó en la feria de Turín de 1953 e inspiró a Segre a planear una producción limitada de automóviles basados en el Otto Vu, dirigida al mercado estadounidense. Solo se completaron ocho, después de que los problemas mecánicos obligaron a finalizar el proyecto. Varios de los coches fueron adquiridos por compradores estadounidenses, personalizándose algunos de ellos, que recibieron distintos motores. Un automóvil original no restaurado vendido en una subasta celebrada en Scottsdale, Arizona, por Gooding and Company en enero de 2011, se cerró con un precio de 1,55 millones de dólares (1,7M incluida la prima del comprador). Ghia usaría más tarde su forma básica de carrocería en vehículos basados en el Jaguar XK-120, como los Aston Martin. El diseño del 'Supersonic' es atribuido a Giovanni Savonuzzi.

## Galería
Distintas versiones del Fiat 8V:

Special cupés
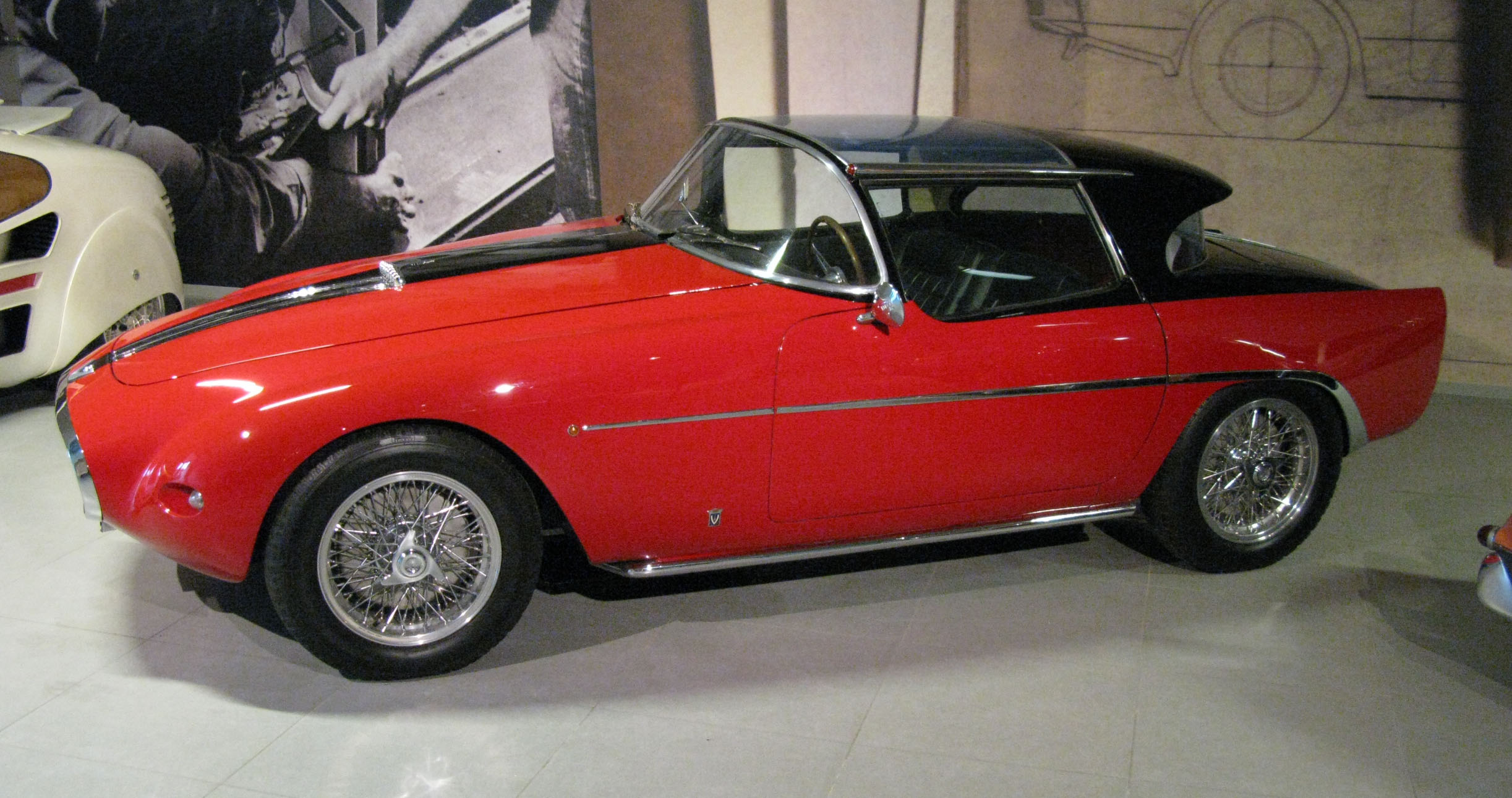
Demon Rouge de 1953, por Michelotti en Vignale (tres unidades)
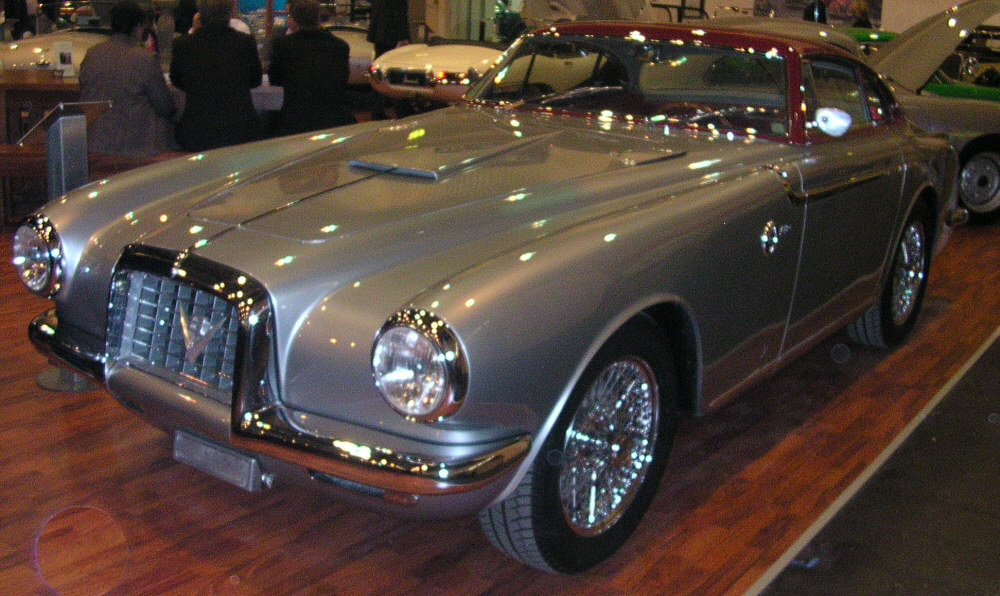
Otto Vu, por Vignale 1953
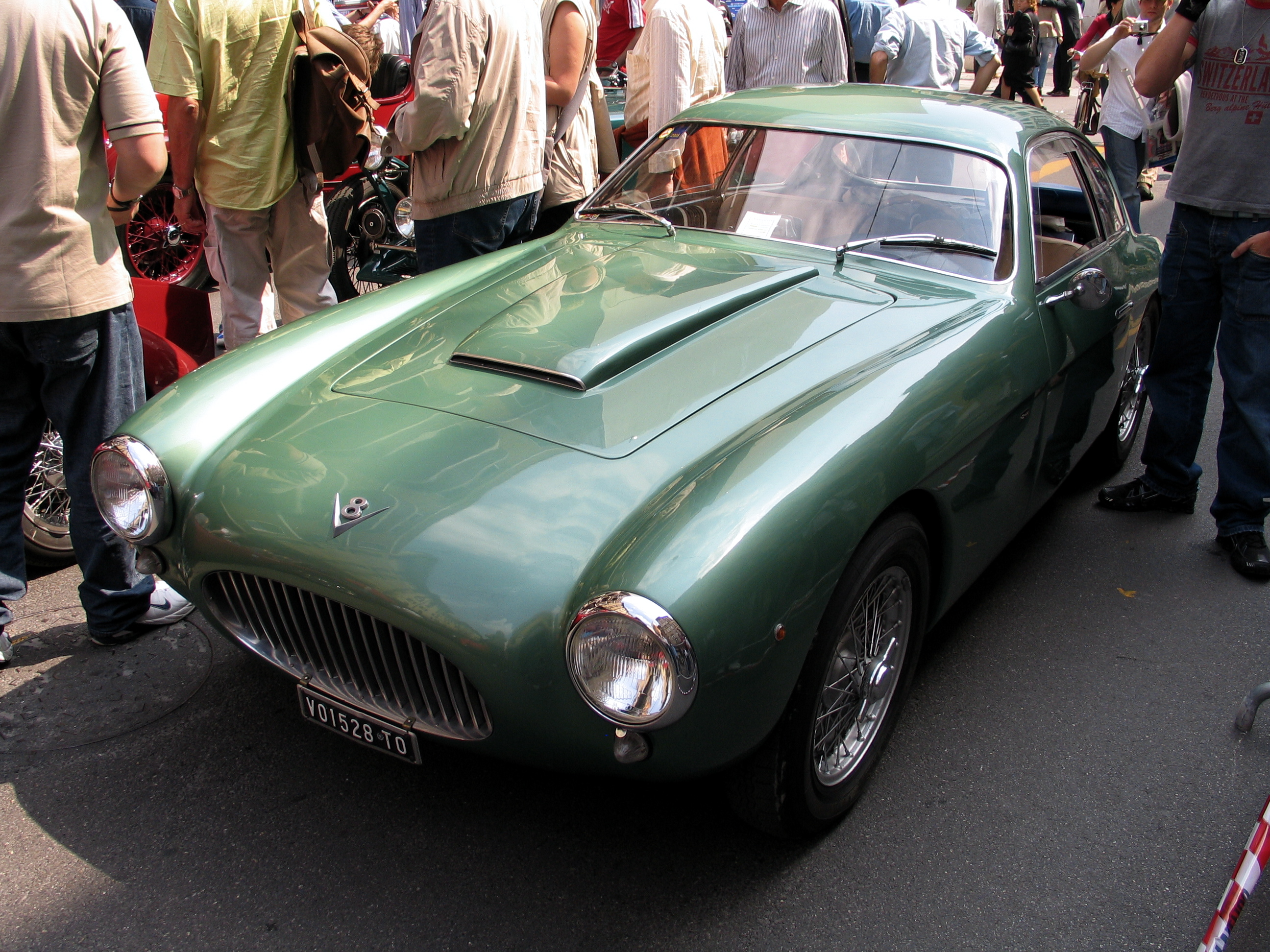
Zagato
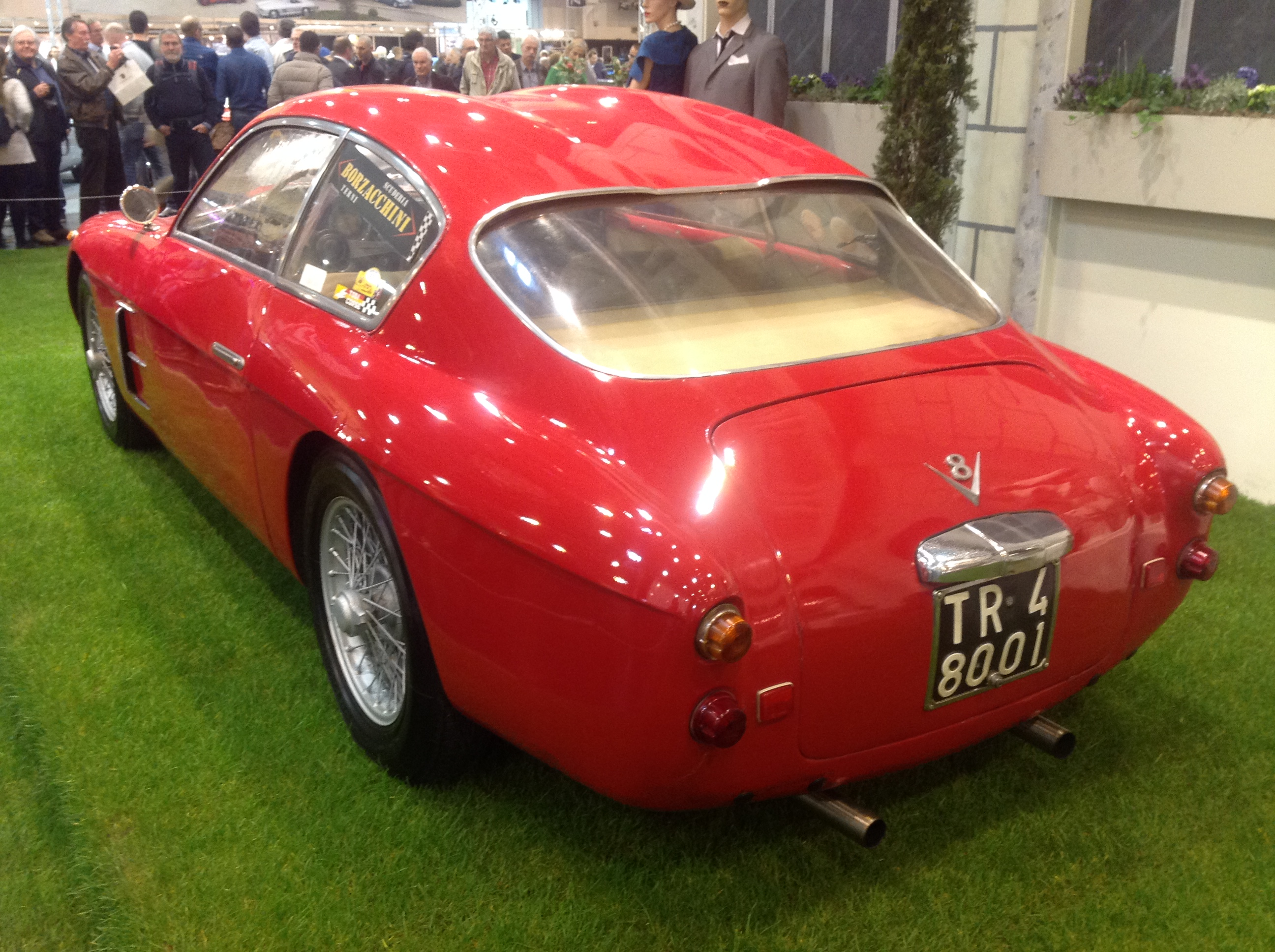
Elaborata con techo de burbuja
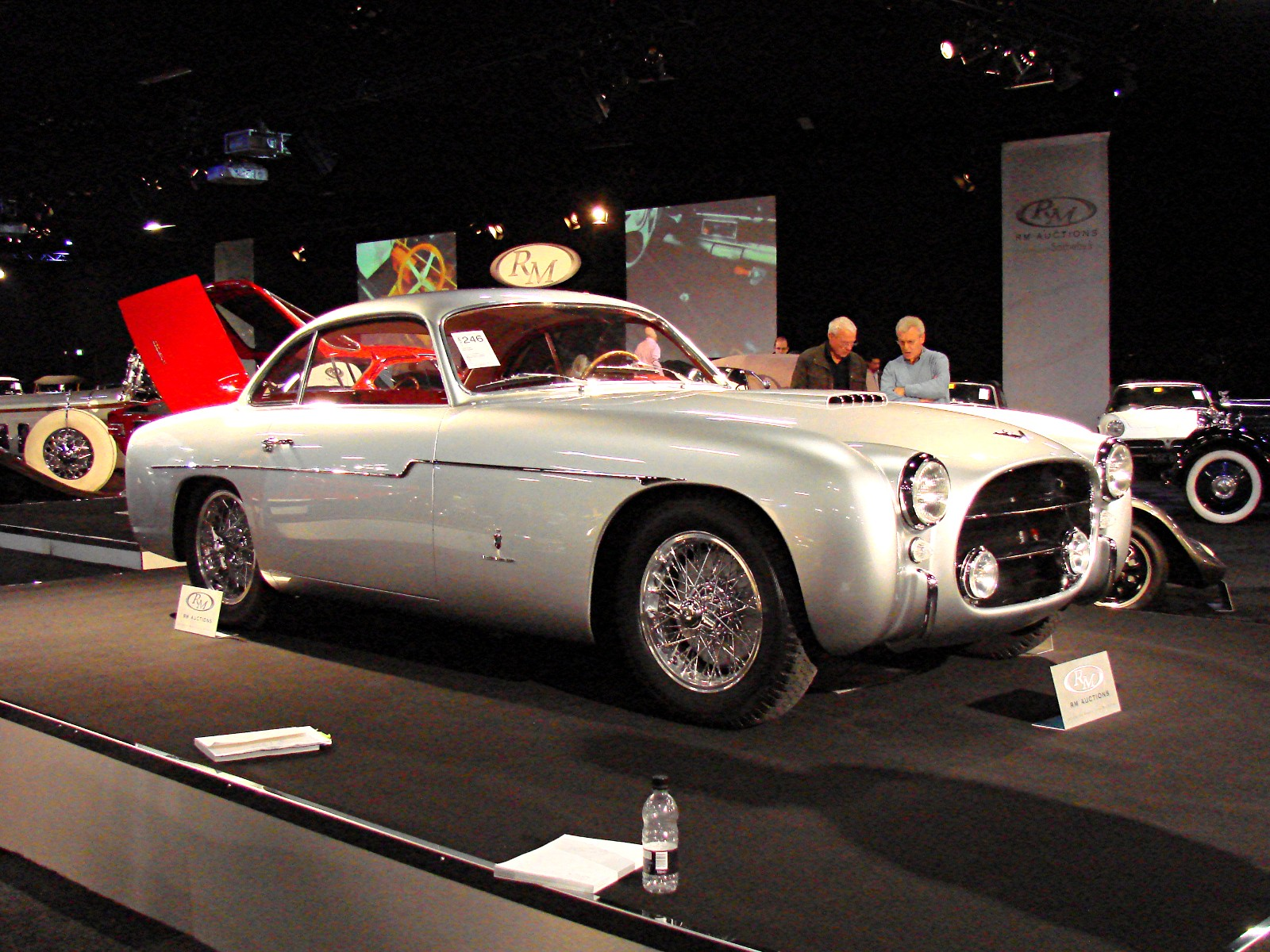
El único Fiat 8V no-Supersonic carrozado por Ghia
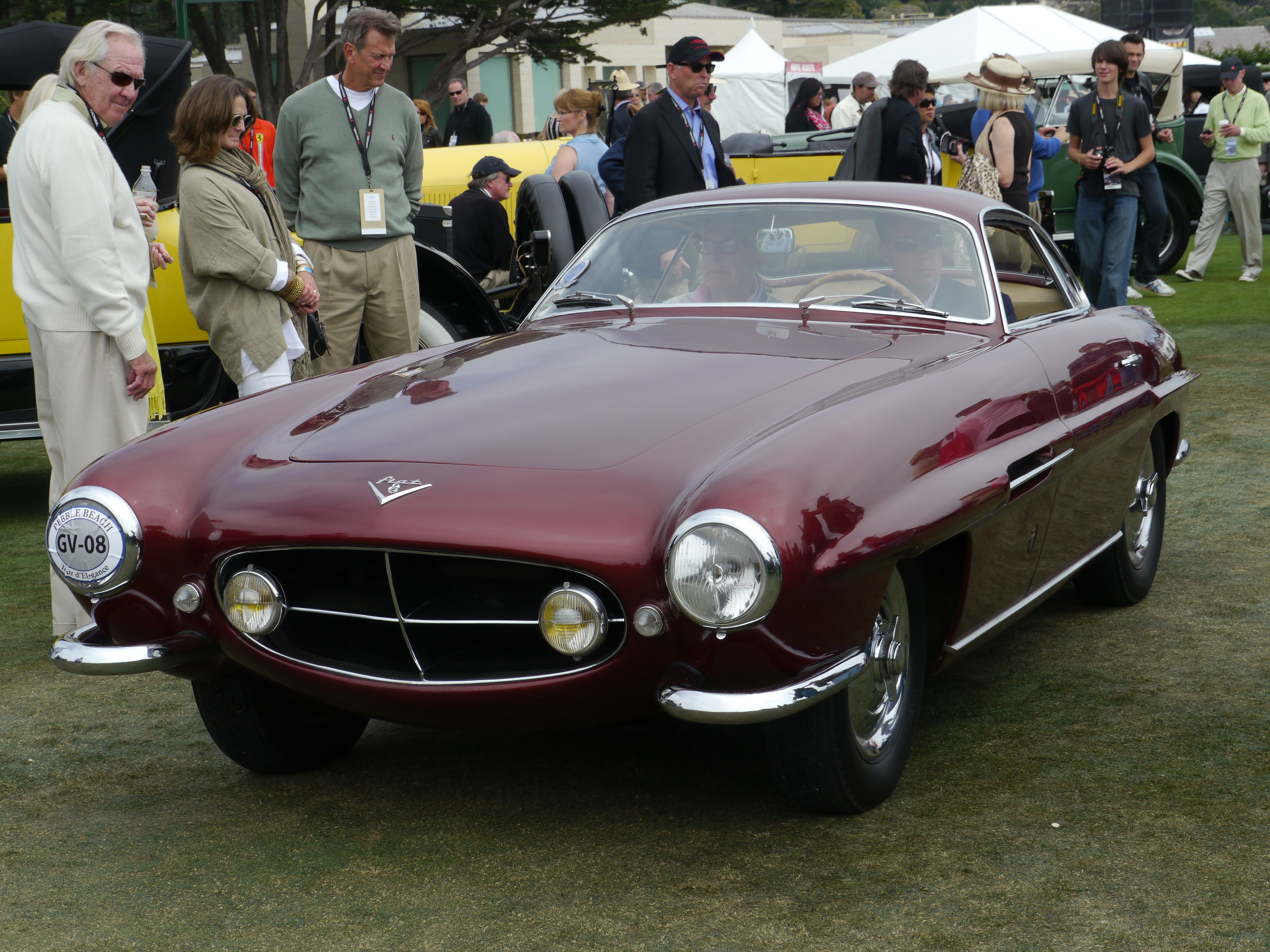
Supersonic carrozado por Ghia (1953)